# Лох-Эрихт
Лох-Эрихт — большое пресноводное озеро в центральной части Шотландии; занимает горную расселину, идущую с юго-запада на северо-восток. Площадь озера составляет 19 км², а максимальная глубина — 156 метров.
Максимальная длина около 23 км. Оно расположено на высоте 351 м над уровнем моря и ориентировано с северо-востока на юго-запад. Является десятым по величине пресноводным озером в Шотландии.
В озере водится такие породы рыб как: щука, окунь, карп, форель и лосось.